# Capiatá
Capiatá (Guaraní Kapi'atã) ist eine Stadt im Departamento Central in Paraguay mit  etwa 232.000 Einwohnern (Schätzung 2018).
Sie liegt 20 km östlich der Landeshauptstadt Asunción und ist von dort über die Nationalstraßen 1 und 2 zu erreichen. Capiatá grenzt an sieben andere Städte: Areguá, Itauguá, Juan Augusto Saldívar, Luque, Ñemby, San Lorenzo und Ypané.
Im September 2015 eröffnete das japanische Unternehmen Sumitomo Wiring Systems im Industriepark von Capiatá eine Fabrik für die Produktion von elektrischen Autoteilen.

## Stadtgliederung
Capiatá teilt sich ein in ein Stadtzentrum mit 12 Barrios sowie 15 Compañías.
| Centro Urbano                | Compañías                    |
| ---------------------------- | ---------------------------- |
| Barrio San Roque             | 1ª Comp. Naranjaty           |
| Barrio San Francisco         | 2ª Comp. Costa Salinas       |
| Barrio Virgen del Rosario    | 3ª Comp. Ca'aguy Cupe        |
| Barrio Aurora                | 4ª San Juan Bautista         |
| Barrio Balneario             | 5ª Comp. Yataity             |
| Barrio La Candelaria         | 6ª Comp. Posta Ybycuá        |
| Barrio Las Mercedes          | 7ª Comp. Posta Ybyraró       |
| Barrio Roberto L. Petit      | 8ª Comp. Rojas Cañada        |
| Barrio Santo Domingo         | 9ª Comp. Rojas Cañada        |
| Barrio San Francisco de Asis | 10ª Comp. Laurelty           |
| Barrio San Miguel            | 11ª Comp. Toledo Cañada      |
| Barrio Virgen del Rosario    | 15ª Comp. Aldana Cañada      |
|                              | 16ª Comp. Urugua'y           |
|                              | 17ª Comp. Ycuá Corá, Cerrito |
|                              | 18ª Comp. Loma Barrero       |

## Persönlichkeiten
- Osmar Molinas (* 1987), Fußballspieler
- Fernando Fernández (* 1992), Fußballspieler
- Saúl Salcedo (* 1997), Fußballspieler